# Гордън Корман
Гордън Ричард Корман (на английски: Gordon Korman) е плодовит канадски писател, автор на детско-юношески произведения в жанровете фентъзи, научна фантастика, трилър, хумористичен, юношески и приключенски роман.

## Биография и творчество
Роден е в Монреал, Квебек, Канада на 23 октомври 1963 г. Израства в Торнхил, където завършва гимназия. Учи кино и писане на сценарии в Нюйоркския университет и завършва с бакалавърска степен през 1985 г.
Започва да пише на 12 години, когато учителят им по английски език им възлага да напишат роман. Ръкописът му „This Can't Be Happening at Macdonald Hall“ се превръща в първата му публикувана книга от поредицата „Зала Макдоналд“. До завършване на гимназията има 5 книги приети за публикуване.
Автор е на над 80 книги. Произведенията на писателя са преведени на 30 езика и са издадени в над 25 милиона екземпляра по света.
Гордън Корман живее със семейството си в Греат Нек, Лонг Айлънд.

## Произведения

### Самостоятелни романи
- I Want to Go Home! (1981)
- Who is Bugs Potter (1984)
- No Coins Please (1984)
- Dont Care High (1985)
- Our Man Weston (1986)
- Son of Interflux (1986)
- A Semester in the Life of a Garbage Bag (1987)
- Radio Fifth Grade (1989)
- Bugs Potter Live at Nickaninny (1991)
- Losing Joe's Place (1991)
- The Twinkie Squad (1992)
- The Toilet Paper Tigers (1993)
- Why Did the Underwear Cross the Road? (1994)
- Last-Place Sports Poems of Jeremy Bloom (1996)
- The Chicken Doesn't Skate (1996)
- Liar, Liar, Pants on Fire (1997)
- The 6th Grade Nickname Game (1998)
- Nose Pickers from Outer Space by Gordan Korman (1999)
- No More Dead Dogs (2000)
- Touchdown Stage Left (2000)
- It's Magic (Jersey) (2000)
- No Girly-Girl Allowed (2000)
- Clue Me In!: The Detective Work of Ethan Flask And Professor Von Offel (2001) – с Кати Бъркет
- Maxx Comedy: The Funniest Kid in America (2003)
- Jake, Reinvented (2003)
- Great Gatsby Novel (2003)
- Born to Rock (2006)
- Schooled (2007)
- The Juvie Three (2008)
- Pop (2009)
- Ungifted (2012)

### Серия „Футболен клуб „Понеделник вечер“ (Monday Night Football Club)
1. The Quarterback Exchange (1997)
2. Running Back Conversion (1997)
3. Super Bowl Switch (1997)
4. Heavy Artillery (1997)
5. Ultimate Scoring Machine (1998)
6. NFL Rules! Bloopers, Pranks, Upsets, and Touchdowns (1998)

### Серия „Остров“ (Island)
1. Shipwreck (2001)
2. Survival (2001)
3. Escape (2001)

### Серия „Гмуркане“ (Dive)
1. The Discovery (2003)
2. The Deep (2002)
3. The Danger (2002)

### Серия „Еверест“ (Everest)
1. The Contest (2002)
2. The Climb (2002)
3. The Summit (2002)

### Серия „Син на мафията“ (Son of the Mob)
1. Son of the Mob (2002)
2. Hollywood Hustle (2004)

### Серия „В движение“ (On the Run)
1. Chasing the Falconers (2005)
2. The Fugitive Factor (2005)
3. Now You See Them, Now You Don't (2005)
4. The Stowaway Solution (2005)
5. Public Enemies (2005)
6. Hunting the Hunter (2005)

### Серия „Отвлечен“ (Kidnapped)
1. The Abduction (2006)
2. The Search (2006)
3. The Rescue (2006)

### Серия „Загадките на Суиндъл“ (Swindle Mystery)
1. Swindle (2008)
2. Zoobreak (2009)
3. Framed (2010)
4. Showoff (2012)
5. Hideout (2013)
6. Jackpot (2014)
7. Unleashed (2015)

### Серия „Титаник“ (Titanic)
1. Unsinkable (2011)
2. Collision Course (2011)
3. S.O.S. (2011)

### Серия „Хипнотизатори“ (Hypnotists)
1. The Hypnotists (2013)
2. Memory Maze (2014)
3. The Dragonfly Effect (2015)

### Серия „Гениите“ (Masterminds)
1. Masterminds (2015)
2. Outlaws 2.0 (2016)

### Участие в общи серии с други писатели

#### Серия „39 ключа“ (39 Clues)
2. One False Note (2008)
Фалшивата нота, изд.: „Егмонт България“, София (2009), прев. Емилия Л. Масларова
8. The Emperor's Code (2010)
Императорският шифър, изд.: „Егмонт България“, София (2010), прев. Емилия Л. Масларова
от серията има още 9 романа от различни автори

#### Серия „39 ключа: Кахил срещу Веспърс“ (39 Clues: Cahills vs. Vespers)
1. The Medusa Plot (2011)
от серията има още 5 романа от различни автори

#### Серия „39 ключа: Неудържим“ (39 Clues: Unstoppable)
4. Flashpoint (2014)
от серията има още 3 романа от различни автори